# Prisma de Nicol

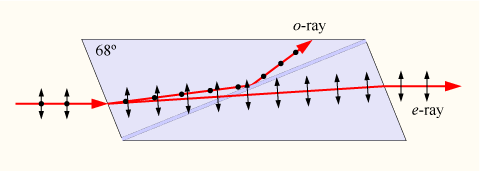
Prisma de Nicol.

Un prisma de Nicol es un tipo de prisma óptico polarizador, es decir, crea un haz de luz polarizada a partir de un haz de luz sin polarizar. Fue inventado en 1828 por el físico escocés William Nicol y es el primer prisma polarizador que se creó. Consta de un cristal de calcita (espato de Islandia) romboédrico cortado diagonalmente en dos partes con un ángulo de 68° unidas luego con pegamento óptico.
La luz sin polarizar entra por una de las facetas del prisma y se divide en dos haces polarizados debido a la birrefringencia de la calcita. Uno de estos haces, llamado ordinario (o en el diagrama), experimenta un índice de refracción de no = 1,658 y en el corte diagonal, cuyo pegamento tiene un índice de refracción de 1,55 , experimenta una reflexión interna total que lo dirige hacia la faceta superior. El otro haz, llamado extraordinario (e) experimenta un índice de refracción menor de ne = 1,486 y no es reflejado sino que atraviesa la unión diagonal y sale por la faceta opuesta en forma de luz polarizada.
Estos prismas eran ampliamente usados en microscopía y polarimetría y el término "Nicol cruzados" se emplea aún para definir una muestra observada entre polarizadores dispuestos ortogonalmente. En la actualidad estos prismas han sido sustituidos en la mayoría de aplicaciones por otro tipo de filtros como filtros polaroid o prismas de Glan-Thompson.